# K League 1 2019
La K League 1 2019 fue la 37.a temporada de la división más alta del fútbol en Corea del Sur desde el establecimiento en 1983 como K-League, y la segunda temporada con su actual nombre, la K League 1.
Participaron 12 equipos: 11 de la edición anterior, y 1 ascendido de la K League 2 2018. El Jeonbuk Hyundai Motors es el campeón defensor, habiendo ganado su séptimo título.

## Ascensos y descensos
| Pos. | Descendidos de la K League 1 2018 |
| ---- | --------------------------------- |
| 12.º | Jeonnam Dragons                   |

| Pos. | Ascendidos de la K League 2 2018 |
| ---- | -------------------------------- |
| 1.º  | Seongnam FC                      |

## Equipos
El club Asan Mugunghwa FC no pudo ascender ya que no recibió una licencia para la K League. Su lugar fue ocupado por Seongnam FC, quien obtuvo el segundo lugar de la K League 2. El Seongnam FC jugó por última vez la categoría en el 2016.
| Club                    | Ciudad    | Propietario / Patrocinador        |
| ----------------------- | --------- | --------------------------------- |
| Daegu FC                | Daegu     | Gobierno de Daegu                 |
| Gangwon FC              | Chuncheon | Gobierno de Gangwon-do            |
| Gyeongnam FC            | Changwon  | Gobierno de Gyeongsangnam-do      |
| Incheon United          | Incheon   | Gobierno de Incheon, Shinhan Bank |
| Jeju United             | Seogwipo  | SK Group                          |
| Jeonbuk Hyundai Motors  | Jeonju    | Hyundai Motor Company             |
| Pohang Steelers         | Pohang    | POSCO                             |
| Sangju Sangmu           | Sangju    | Korea Armed Forces Athletic Corps |
| Seongnam FC             | Seongnam  | Gobierno de Seongnam              |
| FC Seoul                | Seoul     | GS Group                          |
| Suwon Samsung Bluewings | Suwon     | Samsung Electronics               |
| Ulsan Hyundai           | Ulsan     | Hyundai Heavy Industries          |

### Estadios
| Daegu FC            | Gangwon FC                     | Gyeongnam FC                     | Incheon United               | Jeju United                  | Jeonbuk Hyundai Motors        |
| ------------------- | ------------------------------ | -------------------------------- | ---------------------------- | ---------------------------- | ----------------------------- |
| DGB Daegu Bank Park | Chuncheon Song-am Leports Town | Estadio Changwon Football Center | Estadio de Fútbol de Incheon | Estadio Mundialista de Jeju  | Estadio Mundialista de Jeonju |
| Capacidad: 12,422   | Capacidad: 11,000              | Capacidad: 20,245                | Capacidad: 20,891            | Capacidad: 35,657            | Capacidad: 42,477             |
|                     |                                |                                  |                              |                              |                               |
| Pohang Steelers     | Sangju Sangmu                  | Seongnam FC                      | FC Seoul                     | Suwon Samsung Bluewings      | Ulsan Hyundai                 |
| Estadio Steel Yard  | Sangju Civic Stadium           | Tancheon Stadium                 | Estadio Mundialista de Seúl  | Estadio Mundialista de Suwon | Estadio Mundialista de Ulsan  |
| Capacidad: 17,443   | Capacidad: 15,042              | Capacidad: 16,250                | Capacidad: 66,704            | Capacidad: 43,959            | Capacidad: 44,102             |
|                     |                                |                                  |                              |                              |                               |

## Tabla de posiciones
| Pos. | Equipo                     | Pts. | PJ | G  | E  | P  | GF | GC | Dif. | Clasificación o descenso                                      |
| ---- | -------------------------- | ---- | -- | -- | -- | -- | -- | -- | ---- | ------------------------------------------------------------- |
| 1    | Jeonbuk Hyundai Motors (C) | 79   | 38 | 22 | 13 | 3  | 72 | 32 | +40  | Clasificado a la Liga de Campeones de la AFC - Fase de grupos |
| 2    | Ulsan Hyundai              | 79   | 38 | 23 | 10 | 5  | 71 | 39 | +32  | Clasificado a la Liga de Campeones de la AFC - Fase de grupos |
| 3    | FC Seoul                   | 56   | 38 | 15 | 11 | 12 | 53 | 49 | +4   | Cualificación por Liga de Campeones de la AFC 2020 - Playoff  |
| 4    | Pohang Steelers            | 56   | 38 | 16 | 8  | 14 | 49 | 49 | 0    |                                                               |
| 5    | Daegu FC                   | 55   | 38 | 13 | 16 | 9  | 46 | 37 | +9   |                                                               |
| 6    | Gangwon FC                 | 50   | 38 | 14 | 8  | 16 | 56 | 58 | −2   |                                                               |
|      |                            |      |    |    |    |    |    |    |      |                                                               |
| 7    | Sangju Sangmu              | 55   | 38 | 16 | 7  | 15 | 49 | 53 | −4   |                                                               |
| 8    | Suwon Samsung Bluewings    | 48   | 38 | 12 | 12 | 14 | 46 | 49 | −3   | Clasificado a la Liga de Campeones de la AFC - Fase de grupos |
| 9    | Seongnam FC                | 45   | 38 | 12 | 9  | 17 | 30 | 40 | −10  |                                                               |
| 10   | Incheon United             | 34   | 38 | 7  | 13 | 18 | 33 | 54 | −21  |                                                               |
| 11   | Gyeongnam FC (D)           | 33   | 38 | 6  | 15 | 17 | 43 | 61 | −18  | Clasificado a los Play-offs                                   |
| 12   | Jeju United (D)            | 27   | 38 | 5  | 12 | 21 | 45 | 72 | −27  | Descendido a K League 2                                       |

 Fuente: K League
Criterios de clasificación: 1) Puntos; 2) Goles marcados; 3) Diferencia de goles; 4) Número de victorias; 5) Puntos en enfrentamientos directos.
Notas:
1. ↑  Los equipos se dividieron en dos grupos (Final A y Final B) después de que cada uno haya jugado 33 partidos.
2. ↑  Sangju Sangmu fue un equipo militar y no fue elegible para representar a Corea del Sur en las competiciones de la AFC.
3. ↑  Suwon Samsung Bluewings clasificado a la Liga de las Campeones de AFC - fase de grupos como el vencedor de la Korean FA Cup 2019.

## Evolución de la clasificación
|  | Ganador y participación en Liga de Campeones de la AFC 2020 - Fase de grupos |  | Participación en 2020 Liga des Campeones - Fase de los grupos |  | Participación en 2020 Liga des Campeones - Play-off |  | Relegación playoffs |  | Descenso a la K League 2 |

### Jornadas 1–33
| Equipo＼Jornada         | 1             | 2  | 3  | 4  | 5  | 6  | 7  | 8  | 9  | 10 | 11 | 12 | 13 | 14 | 15 | 16 | 17 | 18 | 19 | 20 | 21 | 22 | 23 | 24 | 25 | 26 | 27 | 28 | 29 | 30 | 31 | 32 | 33 |   |
| ----------------------- | ------------- | -- | -- | -- | -- | -- | -- | -- | -- | -- | -- | -- | -- | -- | -- | -- | -- | -- | -- | -- | -- | -- | -- | -- | -- | -- | -- | -- | -- | -- | -- | -- | -- | - |
| Equipo＼Jornada         | Ulsan Hyundai | 3  | 6  | 4  | 3  | 1  | 1  | 1  | 2  | 2  | 2  | 1  | 1  | 1  | 2  | 2  | 2  | 3  | 3  | 2  | 2' | 2  | 2  | 1  | 1  | 1  | 2  | 1  | 2  | 2  | 2  | 2  | 1  | 1 |
| Jeonbuk Hyundai Motors  | 5             | 3  | 5  | 4  | 4  | 3  | 3  | 1  | 1  | 1  | 2  | 2  | 2  | 1  | 1  | 1  | 1  | 1  | 1  | 1  | 1  | 1  | 2  | 2  | 2  | 1  | 2  | 1  | 1  | 1  | 1  | 2  | 2  |   |
| FC Seúl                 | 1             | 2  | 2  | 1  | 2  | 2  | 2  | 3  | 3  | 4  | 3  | 3  | 3  | 3  | 3  | 3  | 2  | 2  | 3  | 3  | 3  | 3  | 3  | 3  | 3  | 3  | 3  | 3  | 3  | 3  | 3  | 3  | 3  |   |
| Daegu FC                | 5             | 4  | 3  | 7  | 5  | 5  | 5  | 4  | 4  | 3  | 4  | 4  | 4  | 4  | 4  | 4  | 4  | 4  | 4  | 5  | 5  | 5  | 5  | 5  | 6  | 6  | 4  | 5  | 5  | 5  | 4  | 4  | 4  |   |
| Pohang Steelers         | 11            | 11 | 8  | 9  | 8  | 7  | 9  | 10 | 8  | 6  | 7  | 6  | 6  | 6  | 7  | 7  | 7  | 7  | 8  | 8  | 7  | 8  | 9  | 9  | 9  | 9  | 9  | 8  | 8  | 8  | 6  | 6  | 5  |   |
| Gangwon FC              | 11            | 9  | 7  | 5  | 7  | 9  | 10 | 7  | 7  | 8  | 6  | 5  | 7  | 7  | 6  | 6  | 5  | 5  | 5  | 4  | 4  | 4  | 4  | 4  | 4  | 4  | 5  | 4  | 4  | 4  | 5  | 5  | 6  |   |
| Sangju Sangmu           | 1             | 1  | 1  | 2  | 3  | 4  | 4  | 6  | 5  | 5  | 5  | 7  | 5  | 5  | 5  | 5  | 6  | 6  | 6  | 7  | 8  | 7  | 7  | 7  | 5  | 5  | 6  | 6  | 7  | 7  | 7  | 7  | 7  |   |
| Suwon Samsung Bluewings | 9             | 12 | 12 | 10 | 10 | 8  | 8  | 9  | 10 | 9  | 8  | 8  | 8  | 8  | 8  | 8  | 8  | 9  | 7  | 6  | 6  | 6  | 6  | 6  | 7  | 7  | 7  | 7  | 6  | 6  | 8  | 8  | 8  |   |
| Seongnam FC             | 9             | 10 | 10 | 11 | 9  | 10 | 7  | 5  | 6  | 7  | 9  | 9  | 9  | 9  | 9  | 9  | 9  | 8  | 9  | 9  | 9  | 9  | 8  | 8  | 8  | 8  | 8  | 9  | 9  | 9  | 9  | 9  | 9  |   |
| Gyeongnam FC            | 3             | 7  | 9  | 6  | 6  | 6  | 6  | 8  | 9  | 10 | 10 | 10 | 11 | 10 | 10 | 10 | 10 | 10 | 10 | 11 | 11 | 11 | 11 | 11 | 10 | 10 | 10 | 10 | 10 | 10 | 10 | 10 | 10 |   |
| Incheon United          | 5             | 5  | 6  | 8  | 11 | 12 | 12 | 11 | 11 | 12 | 12 | 12 | 12 | 12 | 12 | 12 | 11 | 12 | 12 | 12 | 12 | 12 | 12 | 12 | 11 | 11 | 12 | 11 | 11 | 12 | 11 | 11 | 11 |   |
| Jeju United             | 5             | 8  | 11 | 12 | 12 | 11 | 11 | 12 | 12 | 11 | 11 | 11 | 10 | 11 | 11 | 11 | 12 | 11 | 11 | 10 | 10 | 10 | 10 | 10 | 12 | 12 | 11 | 12 | 12 | 11 | 12 | 12 | 12 |   |

update=día de la última jornada

### Jornadas 34–38
Las jornadas divididas van de la jornada 34 a la jornada 38.
| Equipo＼Jornada | 34                     | 35 | 36 | 37 | 38 |   |
| --------------- | ---------------------- | -- | -- | -- | -- | - |
| Equipo＼Jornada | Jeonbuk Hyundai Motors | 2  | 2  | 2  | 2  | 1 |
| Ulsan Hyundai   | 1                      | 1  | 1  | 1  | 2  |   |
| FC Seúl         | 3                      | 3  | 3  | 3  | 3  |   |
| Pohang Steelers | 6                      | 6  | 6  | 5  | 4  |   |
| Daegu FC        | 4                      | 4  | 4  | 4  | 5  |   |
| Gangwon FC      | 5                      | 5  | 5  | 6  | 6  |   |

update=día de la última jornada
| Equipo＼Jornada         | 34            | 35 | 36 | 37 | 38 |   |
| ----------------------- | ------------- | -- | -- | -- | -- | - |
| Equipo＼Jornada         | Sangju Sangmu | 7  | 7  | 7  | 7  | 7 |
| Suwon Samsung Bluewings | 8             | 8  | 8  | 8  | 8  |   |
| Seongnam FC             | 9             | 9  | 9  | 9  | 9  |   |
| Incheon United          | 10            | 10 | 10 | 10 | 10 |   |
| Gyeongnam FC            | 11            | 11 | 11 | 11 | 11 |   |
| Jeju United             | 12            | 12 | 12 | 12 | 12 |   |

actualización=completo

## Resultados

### Jornadas 1–22
Los equipos juegan entre ellos dos veces, una vez en casa, otra fuera.
| Local \ Visitante       | DGU | GWN | GNM | ICU | JHM | JJU | PHS | SJS | SFC | SEO | SSB | USH |
| ----------------------- | --- | --- | --- | --- | --- | --- | --- | --- | --- | --- | --- | --- |
| Daegu FC                | —   | 2–2 | 1–1 | 2–1 | 1–4 | 2–0 | 3–0 | 1–0 | 1–1 | 1–2 | 0–0 | 1–1 |
| Gangwon FC              | 0–2 | —   | 2–1 | 1–0 | 2–3 | 0–1 | 5–4 | 4–0 | 2–1 | 1–2 | 0–2 | 0–0 |
| Gyeongnam FC            | 2–1 | 0–2 | —   | 1–1 | 3–3 | 2–2 | 1–2 | 1–1 | 2–1 | 1–2 | 3–3 | 1–3 |
| Incheon United          | 0–3 | 1–2 | 2–1 | —   | 0–1 | 1–1 | 0–1 | 1–2 | 0–0 | 0–2 | 2–3 | 0–3 |
| Jeonbuk Hyundai Motors  | 1–1 | 0–1 | 4–1 | 2–0 | —   | 3–1 | 2–0 | 2–0 | 3–1 | 2–1 | 1–1 | 1–1 |
| Jeju United             | 1–1 | 2–4 | 2–0 | 1–2 | 0–1 | —   | 1–1 | 2–3 | 1–2 | 2–4 | 1–3 | 1–3 |
| Pohang Steelers         | 0–2 | 1–0 | 4–1 | 1–2 | 1–1 | 1–1 | —   | 1–2 | 1–0 | 0–0 | 1–0 | 2–1 |
| Sangju Sangmu           | 2–0 | 2–0 | 1–1 | 2–0 | 0–3 | 4–2 | 1–1 | —   | 1–0 | 1–0 | 0–2 | 0–1 |
| Seongnam FC             | 0–1 | 1–2 | 1–1 | 0–0 | 0–0 | 1–1 | 2–0 | 1–0 | —   | 0–1 | 2–1 | 1–4 |
| FC Seúl                 | 2–1 | 2–2 | 2–1 | 0–0 | 2–4 | 0–0 | 2–0 | 2–0 | 3–1 | —   | 4–2 | 2–2 |
| Suwon Samsung Bluewings | 0–0 | 1–1 | 0–0 | 2–1 | 0–4 | 2–0 | 3–0 | 0–0 | 1–2 | 1–1 | —   | 1–3 |
| Ulsan Hyundai           | 0–0 | 2–1 | 2–0 | 1–0 | 2–1 | 2–1 | 1–0 | 2–2 | 0–1 | 2–1 | 2–1 | —   |

### Jornadas 23–33
Los equipos juegan una sola vez entre ellos (ya sea en casa o fuera).
| Local \ Visitante       | DGU | GWN | GNM | ICU | JHM | JJU | PHS | SJS | SFC | SEO | SSB | USH |
| ----------------------- | --- | --- | --- | --- | --- | --- | --- | --- | --- | --- | --- | --- |
| Daegu FC                | —   | 3–1 | 1–0 | —   | —   | 2–2 | 0–0 | —   | —   | —   | 0–2 | —   |
| Gangwon FC              | —   | —   | 2–0 | 2–2 | 3–3 | 2–0 | 2–1 | —   | —   | —   | 1–3 | —   |
| Gyeongnam FC            | —   | —   | —   | —   | 1–1 | —   | 0–1 | —   | 2–0 | —   | 2–0 | 3–3 |
| Incheon United          | 1–1 | —   | 1–1 | —   | 0–0 | 0–0 | —   | —   | 0–1 | —   | —   | 3–3 |
| Jeonbuk Hyundai Motors  | 0–2 | —   | —   | —   | —   | 2–2 | —   | 2–1 | 1–1 |     | 2–0 | 3–0 |
| Jeju United             | —   | —   | 1–2 | —   | —   | —   | —   | 1–4 | 3–0 | 1–1 | —   | 0–5 |
| Pohang Steelers         | —   | —   | —   | 5–3 | 1–2 | 2–1 | —   | —   | 1–0 | 2–1 | —   | 2–1 |
| Sangju Sangmu           | 1–1 | 2–1 | 2–1 | 2–3 | —   | —   | 2–1 | —   | —   | —   | —   | —   |
| Seongnam FC             | 1–2 | 1–0 | —   | —   | —   | —   | —   | 1–0 | —   | 1–0 | 0–0 | —   |
| FC Seúl                 | 2–1 | 0–0 | 1–1 | 3–1 | 0–2 | —   | —   | 1–2 | —   | —   | —   | —   |
| Suwon Samsung Bluewings | —   | —   | —   | 0–1 | —   | 1–0 | 0–2 | 1–1 | —   | 1–2 | —   | 0–2 |
| Ulsan Hyundai           | 1–1 | 2–0 | —   | —   | —   | —   | —   | 5–1 | 1–0 | 3–1 | —   | —   |

### Jornadas 34–38
Después de 33 partidos, la liga se divide en dos secciones de seis equipos cada uno, jugando cada equipo con los otros cinco de su sección una única vez (bien en casa, bien fuera). Los partidos quedan determinados por la posición en la tabla en el momento de la división.
| \| Local \ Visitante \| DGU \| GWN \| JHM \| PHS \| SEO \| USH \| \| ---------------------- \| --- \| --- \| --- \| --- \| --- \| --- \| \| Daegu \| — \| — \| 0–2 \| — \| 0–0 \| 1–2 \| \| Gangwon \| 2–4 \| — \| — \| — \| 3–2 \| — \| \| Jeonbuk Hyundai Motors \| — \| 1–0 \| — \| 3–0 \| 1–1 \| — \| \| Pohang Steelers \| 0–0 \| 2–2 \| — \| — \| — \| — \| \| FC Seúl \| — \| — \| — \| 0–3 \| — \| 0–1 \| \| Ulsan Hyundai \| — \| 2–1 \| 1–1 \| 1–4 \| — \| — \| Actualizado a los partidos jugados el último día de competición. Fuente: K League Colores: Azul = victoria del equipo local; Amarillo = empate; Rojo = victoria del equipo visitante. |     |     |     |     |     |     |
| Local \ Visitante | DGU | GWN | JHM | PHS | SEO | USH |
| Daegu | —   | —   | 0–2 | —   | 0–0 | 1–2 |
| Gangwon | 2–4 | —   | —   | —   | 3–2 | —   |
| Jeonbuk Hyundai Motors | —   | 1–0 | —   | 3–0 | 1–1 | —   |
| Pohang Steelers | 0–0 | 2–2 | —   | —   | —   | —   |
| FC Seúl | —   | —   | —   | 0–3 | —   | 0–1 |
| Ulsan Hyundai | —   | 2–1 | 1–1 | 1–4 | —   | —   |

| \| Local \ Visitante \| GNM \| ICU \| JJU \| SJS \| SNM \| SSB \| \| ----------------------- \| --- \| --- \| --- \| --- \| --- \| --- \| \| Gyeongnam \| — \| 0–0 \| 2–2 \| 0–1 \| — \| — \| \| Incheon United \| — \| — \| — \| 2–0 \| — \| 1–1 \| \| Jeju United \| — \| 2–0 \| — \| — \| — \| 2–4 \| \| Sangju Sangmu \| — \| — \| 2–1 \| — \| 0–1 \| 4–1 \| \| Seongnam \| 1–2 \| 0–1 \| 3–1 \| — \| — \| — \| \| Suwon Samsung Bluewings \| 2–1 \| — \| — \| — \| 0–0 \| — \| Actualizado a los partidos jugados el último día de competición. Fuente: K League Colores: Azul = victoria del equipo local; Amarillo = empate; Rojo = victoria del equipo visitante. |     |     |     |     |     |     |
| Local \ Visitante | GNM | ICU | JJU | SJS | SNM | SSB |
| Gyeongnam | —   | 0–0 | 2–2 | 0–1 | —   | —   |
| Incheon United | —   | —   | —   | 2–0 | —   | 1–1 |
| Jeju United | —   | 2–0 | —   | —   | —   | 2–4 |
| Sangju Sangmu | —   | —   | 2–1 | —   | 0–1 | 4–1 |
| Seongnam | 1–2 | 0–1 | 3–1 | —   | —   | —   |
| Suwon Samsung Bluewings | 2–1 | —   | —   | —   | 0–0 | —   |

## Playoff descenso
Se enfrentan el penúltimo de la K League 1 contra el segundo clasificado de la K League 2 en partidos de ida y vuelta. El ganador juega la próxima temporada en la K League 1 2019.
| Equipo 1    | Agr. | Equipo 2     | Ida | Vuelta |
| ----------- | ---- | ------------ | --- | ------ |
| Busan IPark | 2–0  | Gyeongnam FC | 0–0 | 2–0    |

- Busan IPark obtiene el ascenso a la K League 1 2020, Gyeongnam FC desciende a la K League 2.